# Božići (Kozarska Dubica)
Božići (en serbio: Божићи) es una localidad de la municipalidad de Kozarska Dubica, Republika Srpska, Bosnia y Herzegovina.

## Población
| Composición de la Población - Localidad de Božići | Composición de la Población - Localidad de Božići | Composición de la Población - Localidad de Božići | Composición de la Población - Localidad de Božići | Composición de la Población - Localidad de Božići | Composición de la Población - Localidad de Božići |
| ------------------------------------------------- | ------------------------------------------------- | ------------------------------------------------- | ------------------------------------------------- | ------------------------------------------------- | ------------------------------------------------- |
|                                                   | 2013                                              | 1991                                              | 1981                                              | 1971                                              | 1961                                              |
| Total                                             | 228                                               | 414 (100,0%)                                      | 406 (100,0%)                                      | 394 (100,0%)                                      | 343 (100,0%)                                      |
| Varones                                           | 120                                               | -                                                 | -                                                 | -                                                 | -                                                 |
| Mujeres                                           | 108                                               | -                                                 | -                                                 | -                                                 | -                                                 |
| Bosniacos                                         | 1                                                 | 44 (10,63%)                                       | 27 (6,650%)                                       | 15 (3,807%)                                       | -                                                 |
| Serbios                                           | 221                                               | 349 (84,30%)                                      | 344 (84,73%)                                      | 365 (92,64%)                                      | 327 (95,34%)                                      |
| Croatas                                           | 2                                                 | 6 (1,449%)                                        | 6 (1,478%)                                        | 14 (3,553%)                                       | 15 (4,373%)                                       |
| Eslovenos                                         | -                                                 | -                                                 | -                                                 | -                                                 | -                                                 |
| Musulmanes                                        | 1                                                 | -                                                 | -                                                 | -                                                 | -                                                 |
| Montenegrinos                                     | -                                                 | -                                                 | -                                                 | -                                                 | -                                                 |
| Macedonios                                        | -                                                 | -                                                 | -                                                 | -                                                 | 1 (0,292%)                                        |
| Yugoslavos                                        | -                                                 | 8 (1,932%)                                        | 14 (3,448%)                                       | -                                                 |                                                   |
| Albaneses                                         | -                                                 | -                                                 | -                                                 | -                                                 | -                                                 |
| Ukranianos                                        | -                                                 | -                                                 | -                                                 | -                                                 | -                                                 |
| Otros                                             | 1                                                 | 7 (1,691%)                                        | 15 (3,695%)                                       | -                                                 | -                                                 |
| Sin declarar                                      | 2                                                 | -                                                 | -                                                 | -                                                 | -                                                 |
| Desconocidos                                      | -                                                 | -                                                 | -                                                 | -                                                 | -                                                 |